# 头林镇
头林镇，是中华人民共和国黑龙江省佳木斯市富锦市下辖的一个乡镇级行政单位。

## 行政区划
头林镇下辖以下地区：
头林村、二林村、庆合村、兴林村、复兴村、结合村、西林村、双林村、新胜村、双丰村、双福村、东林村、永丰村和解放村。